# Cattleya wittigiana
Cattleya wittigiana là một loài thực vật có hoa trong họ Lan. Loài này được (Barb.Rodr.) Van den Berg mô tả khoa học đầu tiên năm 2008.